# Wednesday 13
Joseph Poole, más conocido como Wednesday 13 (nacido el 12 de agosto de 1976) es un músico de rock, de Charlotte (Carolina del Norte). Es famoso por su papel como líder de la banda Murderdolls. También ha tocado en varias otras bandas, tales como Frankenstein Drag Queens From Planet 13, la banda Wednesday 13, Maniac Spider Trash y un proyecto country llamado "Bourbon Crow". Poole vive actualmente en Los Ángeles (California). En el año 2011 se separó de su esposa Roxanne con quien tiene una hija llamada Zoie. Poole es un gran fan de las parodias del cine de terror y la TV suavemente macabra tales como Los Munsters o The Addams Family, de las cuales toma influencias para sus canciones. También trabaja en un cómic llamado los "Thirteen Dead Kids".

## Carrera musical
Su carrera musical comenzó en 1992, cuando formó la banda Maniac Spider Trash, junto a Abby Normal, Michael Patrick and Sicko Zero. Desde 1992 a 1996, fue el líder de MST, pero nunca alcanzaron mucho éxito. La banda lanzó solo un EP y se disolvió cuando él firmó con la banda Frankenstein Drag Queens From Planet 13, junto a Abby Normal y Sicko Zero. A partir de 1996 hasta 2002, fue considerado el líder de esta banda, lanzaron 5 álbumes y 6 EP. También hicieron unos álbumes tributos a Alice Cooper y Sweet. Su tiempo en la banda fue interrumpido entre el 2001 al 2003, cuando se centró en su proyecto llamado Murderdolls, que tuvo mucho más éxito que sus bandas anteriores, sobre todo en Japón y el Reino Unido. Actualmente trabaja en una banda bajo nombre de Wednesday 13 y con la ayuda de Pig, Ghastly y Kid Kid, lanzó su primer álbum como solista, titulado Transylvania 90210: Songs of Death, Dying, and the Dead, durante el verano del 2005. A principios de 2006 Pig, Ghastly y Kid Kid dejan la banda. Según su Web-site, Poole lanzó otro disco con esta banda titulado Fang Bang, en septiembre de 2006. Wednesday hizo un tour por Europa. También está en un tour con Alice Cooper. Según el website oficial de "Frankenstein Drag Queens From Planet 13", la banda se ha vuelto a juntar, incluso tocando en varios conciertos. Lanzaron un box-set llamado Little Box of Horrors. Actualmente la banda se encuentra inactiva, ya que Poole se centró en su proyecto a solas.
En 2010, Murderdolls se volvió a unir pero solo con los miembros Wednesday 13 y Joey Jordison, como los miembros originales. El álbum titulado "Women and Children Last" fue lanzado el 31 de agosto de 2010 con la siguiente formación: Wednesday 13 (voz), Joey Jordison (guitarra), Roman Surman (guitarra), Racci Shay Hart (batería), Jack Tankersley (bajo). La lista de canciones de "Women and Children Last" es de 15 canciones y 3 "Bonus Track" de las cuales se realizaron 3 vídeos musicales que fueron My Dark Place Alone, Nowhere y Chapel of Blood.

## Discografía

### Maniac Spider Trash
- "Dumpster Mummies", (1994)
- "Murder Happy Fairytales",(1995)

### Frankenstein Drag Queens From Planet 13
- "The Late, Late, Late Show", (1996)
- "Night of the Living Drag Queens", (1998)
- "Songs From The Recently Deceased", (2000)
- "Viva Las Violence", (2001)
- "6 Years, 6 Feet Under the Influence", (2004)
- "Little Box of Horrors", (2006)

### Murderdolls
- "Right to Remain Violent" - EP - (2002)
- "Beyond the Valley of the Murderdolls" - (2002)
- "Women and Children Last" - (2010)

### Wednesday 13
- "Transylvania 90210: Songs of Death, Dying, and the Dead", (2005)
- "Fang Bang", (2006)
- "Bloodwork (EP)", (2008)
- "Skeletons", (2008)
- "Fuck it, We'll Do It Live!", (2008)
- "Calling all Corpses!", (2011)
- "Spook and Destroy", (2012)
- "The Dixie Dead", (2013)
- "Monster of the universe", (2015)
- "Condolences", (2017)
- "Necrophaze", (2019)
- "Horrofier", (2022)

### Bourbon Crow
- "Highway to Hangovers" (2006)

### Gunfire 76
- "Casualties & Tragedies" (2009)

## Videografía

### Maniac Spider Trash
"Hate Bomb"

### Frankenstein Drag Queens From Planet 13
"Shes a Men"

### Murderdolls
"Dead In Hollywood"
"Love At First Fright"
"White Wedding"
"My Dark Place Alone"
"Nowhere"
"Chapel Of Blood"

### Wednesday 13
"Bad Things"
"My Home Sweet Homicidie"
"I Walked With A Zombie" "Monster" "Decompose" "Necrophaze" "You're so Hideous" "Inside Out" "Good Day To Be a Bad Guy"

### Gunfire 76
"One More Reason To Hate You"